# Asier Riesgo
Asier Riesgo Unamuno, né le 6 octobre 1983 à Deba en Espagne, est un footballeur espagnol évoluant au poste de gardien de but.

## Biographie
Natif de Deba, Asier Riesgo est formé à la Real Sociedad et débute en senior avec l'équipe réserve en 2002. Il est titulaire le 5 janvier 2002 lors d'un succès 1-0 contre la SD Eibar en Segunda División B. Le jeune Riesgo, âgé de 19 ans, finit la saison avec 16 matchs disputés.
La même année, Riesgo est prêté deux ans à la SD Eibar, de 2002 à 2004, et obtient une place de titulaire en Segunda División, disputant un total de 59 matchs. À son retour, Riesgo s'empare de la place de titulaire lors de la saison 2004-05. Il fait ses débuts en Liga le 29 août 2004 contre Levante. Cette saison-là, Riesgo joue 36 matchs de championnat sur 38 possibles. 
Riesgo demeure à la Real huit ans et dispute 130 rencontres. Après une saison 2007-08 réussie sur le plan individuel qui le voit jouer 42 matchs de Segunda División, il part une saison en prêt au Recreativo de Huelva qui évolue en Liga où il réalise un nouvel exercice complet avec 38 matchs disputés.
À l'été 2010, Riesgo signe au CA Osasuna. Resté cinq ans en Navarre, il passe ses quatre premières saisons sur le banc en championnat mais profite de la descente du club pour avoir sa chance en tant que titulaire. Il joue 22 matchs de championnat lors de la saison 2014-15.
Au mercato d'été 2015, Riesgo rejoint la SD Eibar, club où il a évolué deux saisons. 
En 2019, Riesgo signe au Girona FC.
Le 8 septembre 2020, libre de tout contrat, Riesgo s'engage pour une saison en faveur du CD Leganés, relégué en seconde division.
Arrivant en fin de contrat avec le CD Leganés, il raccroche les gants à l'âge de 39 ans.

## Palmarès

### Clubs
Real Sociedad
- 2010 : Vainqueur de la Liga Adelante

### Équipe nationale
Espagne
- 2002 : Vainqueur du Championnat d'Europe des moins de 19 ans